# Alléluia

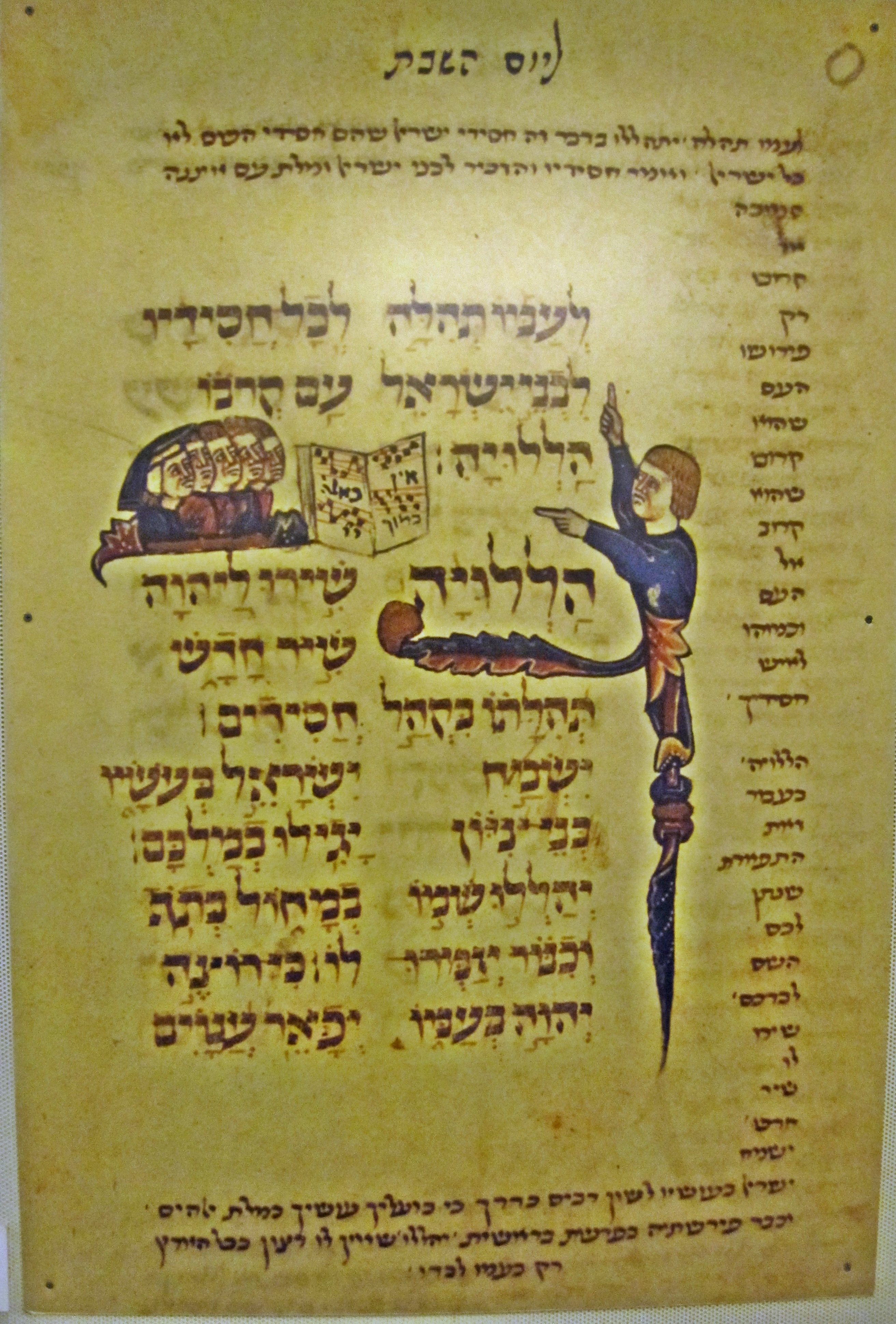
Manuscrit français du Psaume 149 (XIIIe siècle), musée de la Diaspora, Tel Aviv Israël). Le mot hallelu-Yah est écrit en gros caractères sous le bras gauche du personnage.

Pour les articles homonymes, voir Alléluia (homonymie).
 (septembre 2021).
L'Alléluia ou Hallelujah est une acclamation de louange envers Dieu, qui se trouve dans la Bible hébraïque  (voir la prière juive Hallel) et est réutilisée dans la liturgie chrétienne. Le mot Alleluia ou Hallelujah (en hébreu : הַלְּלוּיָהּ, transcrit ἀλληλούϊα / allêloúïa en grec), signifie littéralement « Louez Yah » (Louez Yahvé, Louez Dieu). Il se prononce a-lé-lou-ya ([a.le.lu.ja]). 
Un Alléluia célèbre de la musique classique est celui de l'oratorio Le Messie de Haendel.

## Sources bibliques
Le terme hébreu Alléluia (הַלְּלוּיָהּ) est formé de deux mots, hallelu-Yah, dont le premier signifie « louez » et le second, Yah qui est une forme abrégée du tétragramme YHWH (l'un des noms de Dieu dans les Écritures hébraïques. 
Il est communément transcrit par « Yahvé » , « Jéhovah » ou parfois « Yahweh ») - mais jamais prononcé de la sorte dans le judaïsme.
Il apparaît plusieurs fois dans les Psaumes.
Il est utilisé jusque de nos jours dans la liturgie juive.

## Dans le christianisme

### Liturgie romaine

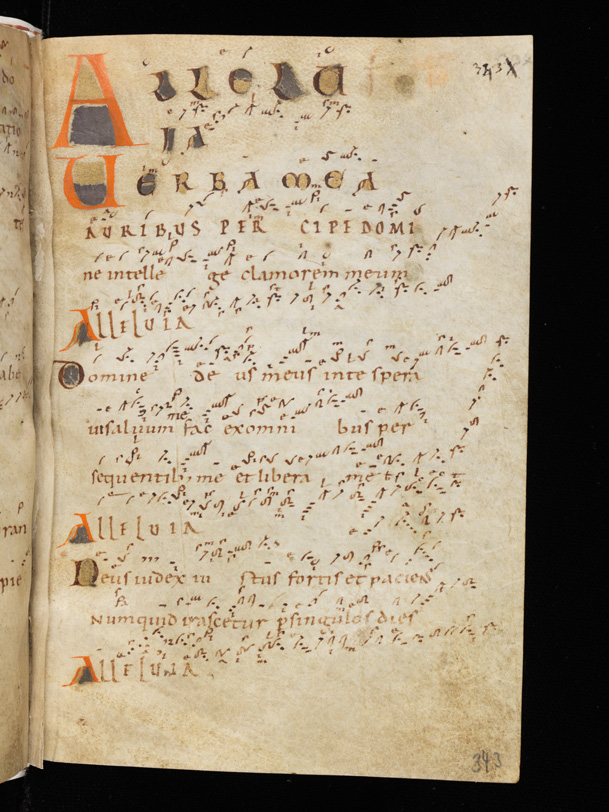
Le manuscrit Einsiedeln 121 (v. 960-970), fol. 343, première page des alléluias (Alleluia quales volueris).

L'Alléluia est d'ordinaire chanté avant la lecture de l'Évangile. Il s'agit à l'origine d'un chant d'allégresse pendant la liturgie pascale.
Vers 530, Benoît de Nursie fixe et précise l'usage de l'alléluia dans la liturgie des Heures. À cette époque, il est déjà récité jusqu'à la Pentecôte
C'est le pape Grégoire Ier qui fait exécuter l'alléluia après la Pentecôte.

### Répertoire grégorien
En chant grégorien lors de la messe, l'alléluia se compose de la forme Aa - Ab - B - Aa - Ab.
Aa : l'alléluia proprement dit (ligne de la parole, d'abord) ; Ab : le jubilus, à savoir mélisme très orné de la dernière syllabe ia ; B : un verset. Ces trois parties ont des mélodies  parfois construites à partir de mélodies types. C'est l'incipit du verset qui donne son nom à l'alléluia.

### Tradition byzantine

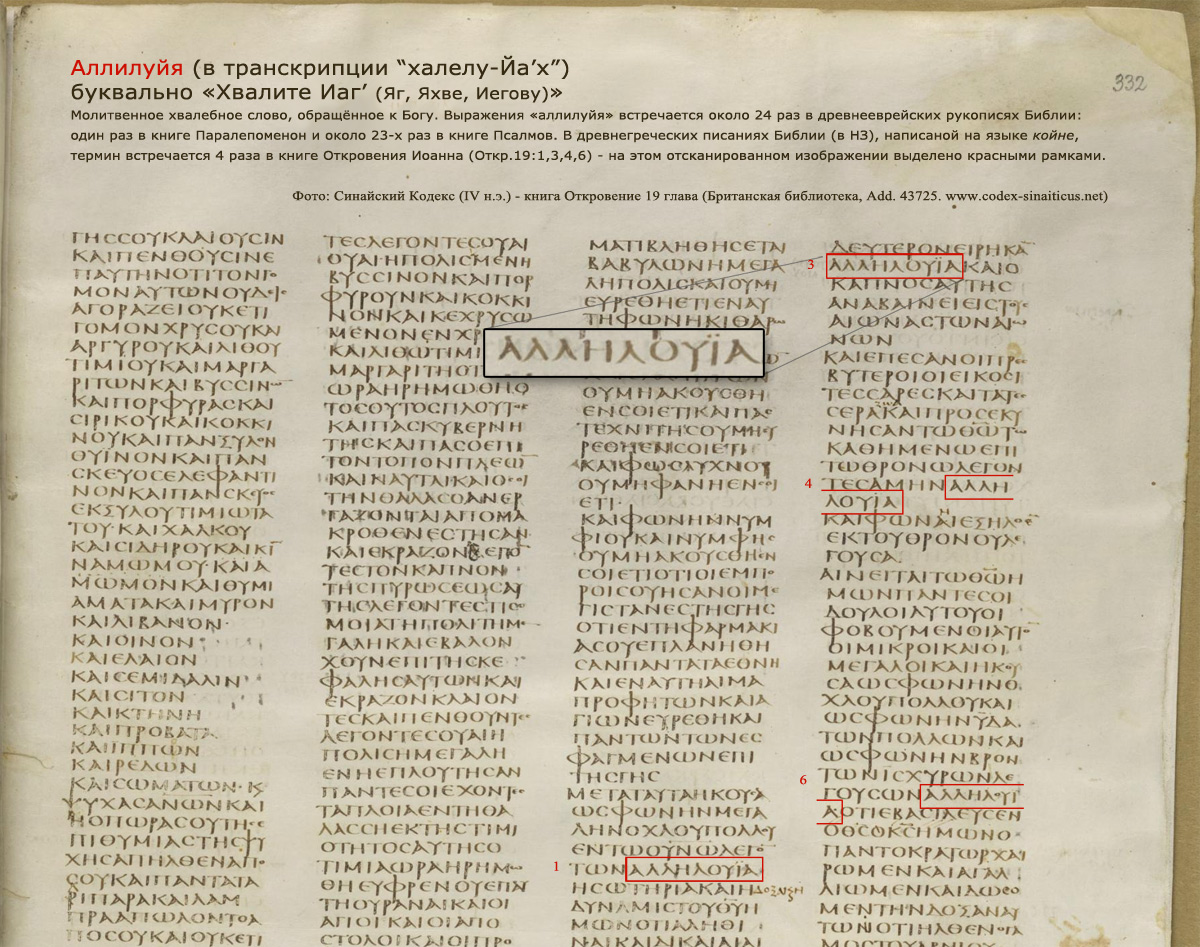
L'Apocalypse 19:1-3-4-6, Codex Sinaiticus, IVe siècle.

L'alléluia est bâti sur un modèle responsorial : il est chanté en alternance avec des versets psalmiques. Son usage le plus fréquent lors de la Divine Liturgie se situe après l'épître et avant l'évangile. 
Aux offices sacramentels (baptême, mariage, onction), les alléluias qui précèdent les péricopes évangéliques ne comportent qu'un verset. La seule liturgie de l'année où l'on ne chante pas d'alléluia est celle du Samedi saint : il est remplacé par un long responsorial (six versets) dont le refrain est « Lève-Toi, ô Dieu, juge la terre, car Tu feras Ton héritage de toutes les nations. »
L'alléluia en usage aux jours de carême se compose de quatre versets, et, contrairement au « Le Seigneur est Dieu » chanté le reste de l'année, il n'est pas suivi de l'apolytikion du jour, mais d'un triadikon.
De même, l'office pour les morts commence, après le Psaume 142, par un alléluia à trois versets, suivi d'une doxologie.

## Musique sacrée

### Musique classique

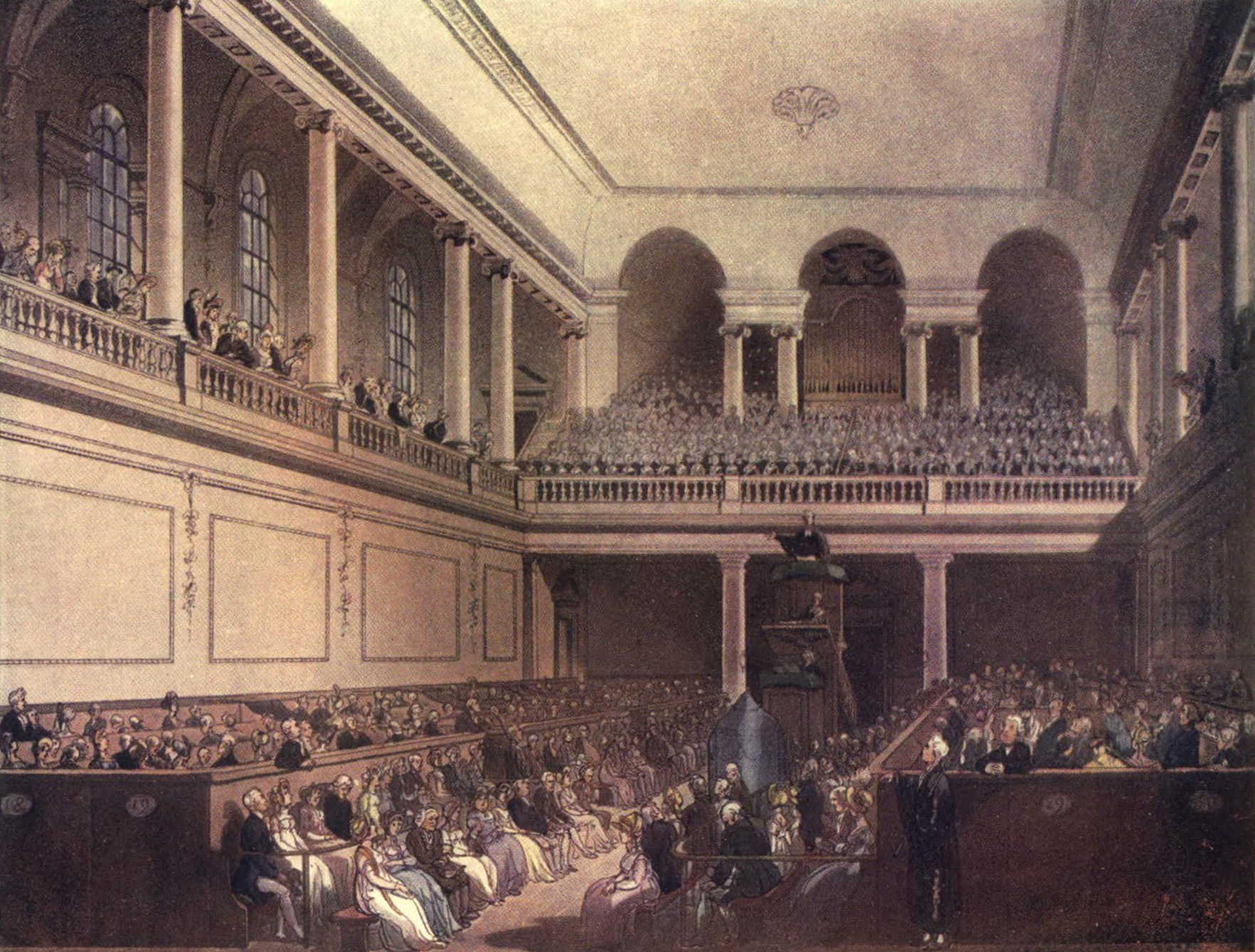
La chapelle du Foundling Hospital de Londres, où Le Messie de Haendel est donné en représentation à partir de 1750.

L'Alleluia de Haendel est une pièce chorale qui conclut la deuxième partie de son oratorio Le Messie (1741). Le texte provient de trois passages du L'Apocalypse :

« Hallelujah: for the Lord God omnipotent reigneth (Ap 19:6).

The kingdoms of this world are become the kingdoms of our Lord, and of his Christ; and he shall reign for ever and ever (Ap 11:15).

King of kings, and lord of lords (Ap 19:16). »

(Alleluia : pour le règne du Dieu Tout Puissant (Ap 19:6). Les royaumes de ce monde sont devenus les Royaumes de notre Seigneur et de son Christ; et Il règnera pour des siècles des siècles (Ap 11:15). Roi des rois, Seigneur des seigneurs (Ap 19:16).)
Composé en 1788, l'Alleluia K553 de Wolfgang Amadeus Mozart est également célèbre.

### Interprétations récentes
S'inspirant de la prépondérance de l'Alléluia dans la liturgie des morts du rite byzantin, le compositeur orthodoxe John Tavener en fit le refrain de son chant funéraire Song for Athene (en), qui fut exécuté aux funérailles de Lady Diana Spencer.
En 1984, Leonard Cohen compose la chanson Hallelujah, qui devient un standard repris par plus d'une centaine de musiciens et de groupes,, par exemple l'artiste new-yorkais Jeff Buckley, la chanteuse canadienne k.d. lang, le groupe allemand de metal industriel Rammstein, Deep Purple dont Blind Guardian a fait la reprise, la chanteuse russe Olga Arefieva, ou même le groupe pop rock Paramore dans son album Riot!. La chanteuse anglaise Lucy Thomas ou la chanteuse israélienne Yasmin Levy ont aussi repris la chanson de Leonard Cohen.
Le groupe Magma fait usage du mot « Alléluia » dans plusieurs morceaux, notamment dans la troisième partie de K.A. (2004).